# Прометей (НИИ)
НИИ «Прометей» (до 1995 года Студенческое Конструкторское Бюро (СКБ) «Прометей») — основанная в 1962 году в Казани, в Казанском Авиационном Институте, лаборатория (официальное название Лаборатория 26а), специализирующаяся как на прикладных задачах (экспериментах в области дизайна, световой архитектуры, интенсивного обучения, создания аудиовизуальной среды для операторов, светомузыкальных устройств для оформления интерьера), так и на теоретических (синтез искусств, сбор, перевод и исследование информации со всего мира в области синтетических искусств). Большая часть работ финансировалась за счет хоз.договоров с различными предприятиями (например Военная Академия им. Дзержинского оплачивала разработку и изготовление оборудования для интенсивного обучения курсантов). Одно из светомузыкальных устройств производилось серийно на радиозаводе и широко применялось для оформления интерьера в СССР. Силами сотрудников и студентов были созданы, первые в РТ, светомузыкальный фонтан (около Молодежного Центра), интерактивная подсветка казанского цирка, динамическая подсветка спасской башни казанского Кремля, 24х канальный комплекс пространственного звучания в Молодежном Центре и другие знаковые объекты оформления города 70х-80х. Участники «Прометея» в числе первых в Советском Союзе, начали экспериментировать с лазерами и видео, что позволяет их называть пионерами видеоарта в России.
Названо так в честь произведения А. Н. Скрябина «Прометей» («Поэма огня»). При штате сотрудников всего в десяток человек, во всех работах принимало участие множество студентов Казанского Авиационного Института и Казанской Консерватории, которым деканат засчитывал это как производственную практику и разрешал оформлять результаты в виде курсовых и дипломных работ. Студенты также получали прибавку к стипендии при участии в хоз.договорах. Прометей имел даже собственную студию, музей и зал на 200 мест в Молодежном Центре, где постоянно демонстрировались достижения в области синтетических искусств и архивные фильмы, проводились международные конференции, но помещение отобрал банк Ак-Барс. Демо-зал был перенесен в родной КАИ, но как только политика института изменилась и практику перестали засчитывать, то массовость исчезла и Прометей «умер». Также это приблизительно совпало со смертью бессменного руководителя — Булата Галеева (доктора философских наук, члена-корреспондента АН РТ, члена Союза кинематографистов России, профессора Казанской консерватории) и с прекращением финансирования в отсутствие хоздоговоров.
В настоящее время Прометей имеет формальный статус научно-исследовательского института экспериментальной эстетики при АН РТ, но количество сотрудников сведено почти к нулю, в связи с отсутствием финансирования. Официальный руководитель отсутствует. Назначен куратор от АН РТ, чтобы учесть и сохранить архивы и экспонаты музея. Тем не менее, энтузиасты демонстрируют на выставках экспонаты из музея, проводят выставки своих достижений, участвуют в совместных проектах с другими организациями в области искусства, архитектуры, дизайна и других прикладных сфер.